# Umeka Shōji
Umeka Shōji (庄司宇芽香?, Shōji Umeka; prefettura di Kanagawa, 20 agosto 1985) è una doppiatrice giapponese. Lavora per Aoni Production.

## Doppiaggio

### Anime
- Antique Bakery (Ito)
- Beet the Vandel Buster (Ragazza)
- Chibi Maruko-chan (madre di Aki Hiro)
- Death Note (ragazza)
- Dennō Coil (Race Queen)
- GeGeGe no Kitaro (Maid)
- Goshūshō-sama Ninomiya-kun (Yukie Nakamura)
- Hakushaku to yōsei (donna)
- Happy Lucky Bikkuriman (ragazza)
- Hirogaru Sky! Pretty Cure (Princess Elleelain/Cure Noble)
- Hyakko (Classmate C)
- Kaidan Restaurant (Phone Woman)
- Kemeko Deluxe! (Kit B. Sounds)
- Kin'iro no Corda (Mori Manami, Kazuki Hihara, Girls, Child)
- Sorridi, piccola Anna (Gillian)
- Il cuore di Cosette (Maid)
- Mobile Suit Gundam GQuuuuuuX (Simus Al Bakharov)
- Mononoke (giornalista)
- Neo Angelique ~Abyss~ (ragazza)
- One Piece (Inazuma (femmina))
- Porphy no nagai tabi (Narissa, ragazza fiore)
- Rental Magica (annunciatrice, sirena)
- Shining Tears X Wind (Caris Philias)
- Someday's Dreamers (Saika Yuka, Bus Passenger)
- Valkyria Chronicles (Pieroni Homer)
- Sei in arresto! (ufficiale)
- Sailor Moon Crystal (Cyprine e Ptilol)
- Waccha PriMagi! (Amane Sumeragi)

### OAV
- Dai Yamato Zero-go (Cain (bambino))
- Naisho no Tsubomi (Nana Takamatsu)
- I Cavalieri dello zodiaco (Oni Guizhou)
- Tokimeki Memorial 4 Original Animation (Aki Koriyama)

### Videogiochi
- Ar tonelico II: Melody of Metafalica (Space Cat)
- Battle Fantasia (Coyori)
- Castlevania: Order of Ecclesia (Monica)
- Castlevania: Grimoire of Souls (vari nemici)
- Deception IV: Blood Ties (Caelea)
- Digimon Story: Cyber Sleuth (Sakura Fujisaki)
- Dungeon Fighter Online (Ophelia Beiguransu)
- Fist of the North Star: Ken's Rage (Bat, Airi)
- Fist of the North Star: Ken's Rage 2 (Airi, Asuka)
- Forspoken (Frey Holland)
- Fragile Dreams: Farewell Ruins of the Moon (Personal Frame)
- Kin'iro no Corda 2 (Mori Manami, Misaki Takizawa)
- Lunia: Record of Lunia War (Arjen Karunesu)
- Rune Factory 4 (Nancy)
- Samurai Warriors (Takenaka Hanbee, Aya)
- Sangokushi Online (vari ruoli)
- Super Smash Bros. Ultimate (Mii Fighter Type 2/12)
- The Legend of Heroes: Trails in the Sky (Josette Capua)
- The Legend of Heroes: Trails in the Sky SC (Josette Capua)
- The Legend of Heroes: Trails in the Sky the 3rd (Josette Capua)
- The Legend of Heroes: Akatsuki no Kiseki (Josette Capua)
- The Legend of Heroes: Trails of Cold Steel III (Josette Capua)
- The Legend of Heroes: Trails of Cold Steel IV (Josette Capua)
- Tokimeki Memorial 4 (Aki Koriyama)
- Valkyria Chronicles (York Furojia, Kathryn O'Hara)
- xxxHOLiC (Campanella, Satomi Mineko)
- Yakuza 3 (Saki)

### Music CD
- Tokimeki Memorial 4 Character Single Box (Aki Koriyama)